# Diecezja Worcester (Stany Zjednoczone)
Diecezja Worcester (łac. Dioecesis de Worcester, ang. Diocese of Worcester) – rzymskokatolicka diecezja ze stolicą w Worcester, w stanie Massachusetts, region Nowa Anglia, Stany Zjednoczone.
Granice diecezji pokrywają się z granicami hrabstwa Worcester, stanu Massachusetts. Jest największą diecezją w tym stanie.

Prowadzona jest przez Biskupa Prałata, który jest jednocześnie proboszczem w kościele matce, w Katedrze św Pawła w Worcester, Massachusetts.

## Historia
Diecezja kanonicznie został ustanowiona 14 stycznia 1950 przez papieża Piusa XII. Jej terytorium zostało wydzielone z sąsiedniej rzymskokatolickiej Diecezji Springfield.

### Poprzedni ordynariusze
1. John J. Wright (1950–1959),
2. Bernard J. Flanagan (1959–1983)
3. Timothy J. Harrington (1983–1994)
4. Daniel Patrick Reilly (1994–2004)
5. Robert McManus (2004–obecnie)

## Parafie polonijne
- Parafia św. Andrzeja Boboli w Dudley
- Parafia św. Józefa w Gardner
- Parafia św. Jadwigi w Southbridge
- Parafia św. Stanisława Biskupa i Męczennika w Warren
- Parafia św. Józefa w Webster
- Parafia Matki Boskiej Częstochowskiej w Worcester